# プレセツク宇宙基地133番射点
プレセツク宇宙基地133番射点(ロシア語: Площадка 133)はロシアのプレセツク宇宙基地のロケット発射施設。ラドゥガ (ロシア語: Радуга、「虹」の意)としても知られる。ロコットの打ち上げに使われており、かつてはコスモスの打ち上げにも利用されていた。発射台は1つであり、もともと133/1と指定されていたが後に133/3になった。
初打ち上げは1967年3月16日で、衛星コスモス148を搭載したコスモス2Iであった。19機のコスモス2の打ち上げが行われ、コスモス2の最後の打ち上げは1977年6月18日のコスモス919の打ち上げであった。これは後に133/3という発射点として再度利用されることになり、1985年から1994年にかけて38機のコスモス3Mの打ち上げを行った。
1990年代末から商業打ち上げのために利用をすると決定し、133/3はロコットのための発射台として立て直された。これはサイロを基とした発射台であったバイコヌール宇宙基地175番射点からの打ち上げ中に発生するノイズがペイロードに損傷を与える振動を引き起こす可能性の懸念があったためとされる。
ロコットは車両によって発射台まで垂直の状態で運ばれ、その後整備塔が回りに立てられる。ペイロードはクレーンで持ち上げられ、ロケットの頭頂部に取り付けられる。この過程は伝統的に水平のまま組み立て発射台まで鉄道などで運ばれた後に立てられていた、多くのロシア・ソ連のロケットと対照的である。最初のロコットの打ち上げは2000年5月16日に行われ、試験衛星SimSat-1が打ち上げられた。2014年の時点でこの施設から20機のロコットが打ち上げられている。